# مايكل كونلان (ملاكم)
مايكل كونلان (بالإنجليزية: Michael Conlan) مواليد 19 نوفمبر 1991 في بلفاست، هو ملاكم محترف أيرلندي يصنف ضمن فئة وزن الذبابة. شارك في دورة الألعاب الأولمبية الصيفية سنة 2012. حقق الميدالية الذهبية في دورة ألعاب الكومنولث 2014.

## الميداليات
| الميدالية | المسابقة                       |
| --------- | ------------------------------ |
| برونزية   | الألعاب الأولمبية الصيفية 2012 |
| ذهبية     | دورة ألعاب الكومنولث 2014      |

## روابط خارجية
- مايكل كونلان على موقع بوكس ريك (الإنجليزية) (registration required)
- مايكل كونلان على موقع Tapology.com (الإنجليزية)
- مايكل كونلان على موقع اللجنة الأولمبية الدولية (الإنجليزية)
- مايكل كونلان على موقع أوليمبيديا (الإنجليزية)